# Ces gens-là (album)
Ces gens-là è l'ottavo album in studio del cantautore belga Jacques Brel, pubblicato nel 1966.

## Tracce
1. Ces gens-là
2. Jef
3. La chanson de Jacky
4. Les bergers
5. Le tango funèbre
6. Fernand
7. Mathilde
8. L'âge idiot
9. Grand-mère
10. Les désespérés